# Walachische Tiefebene

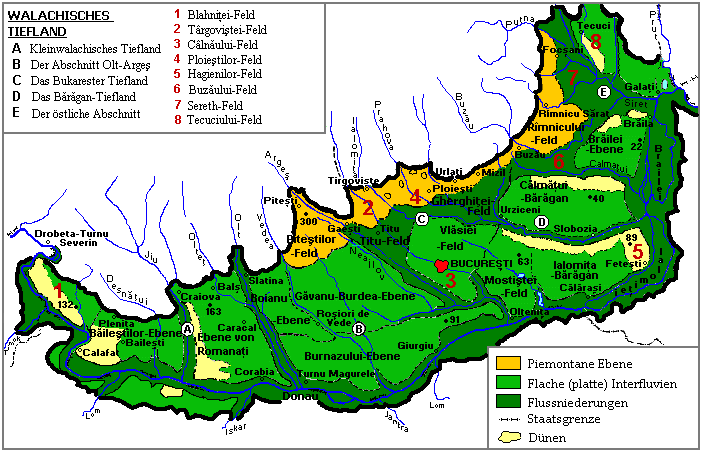
Die Gliederung des rumänischen Teils der Walachischen Tiefebene

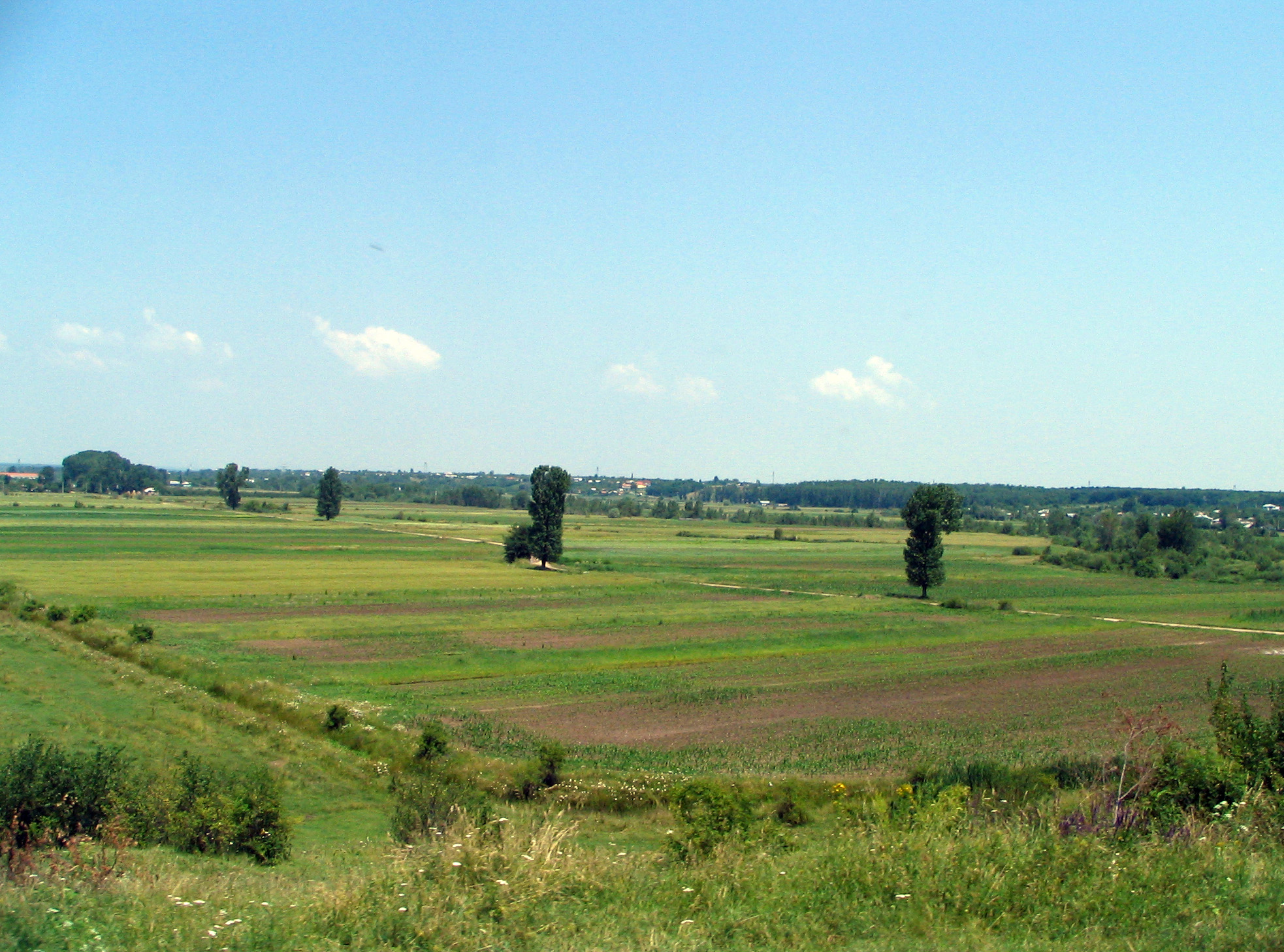
Piteștilor-Feld

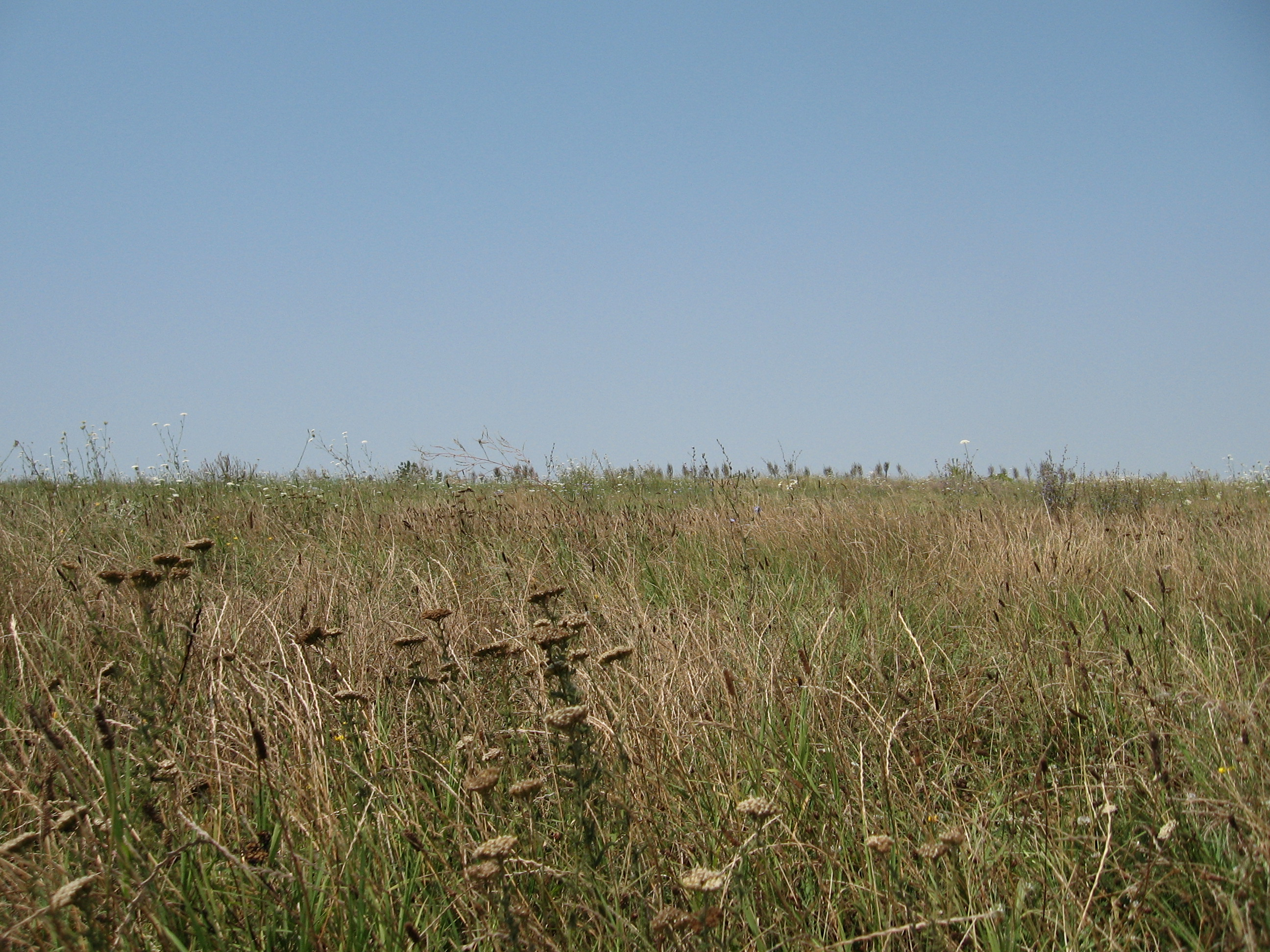
Steppenvegetation in der Burnazului-Ebene

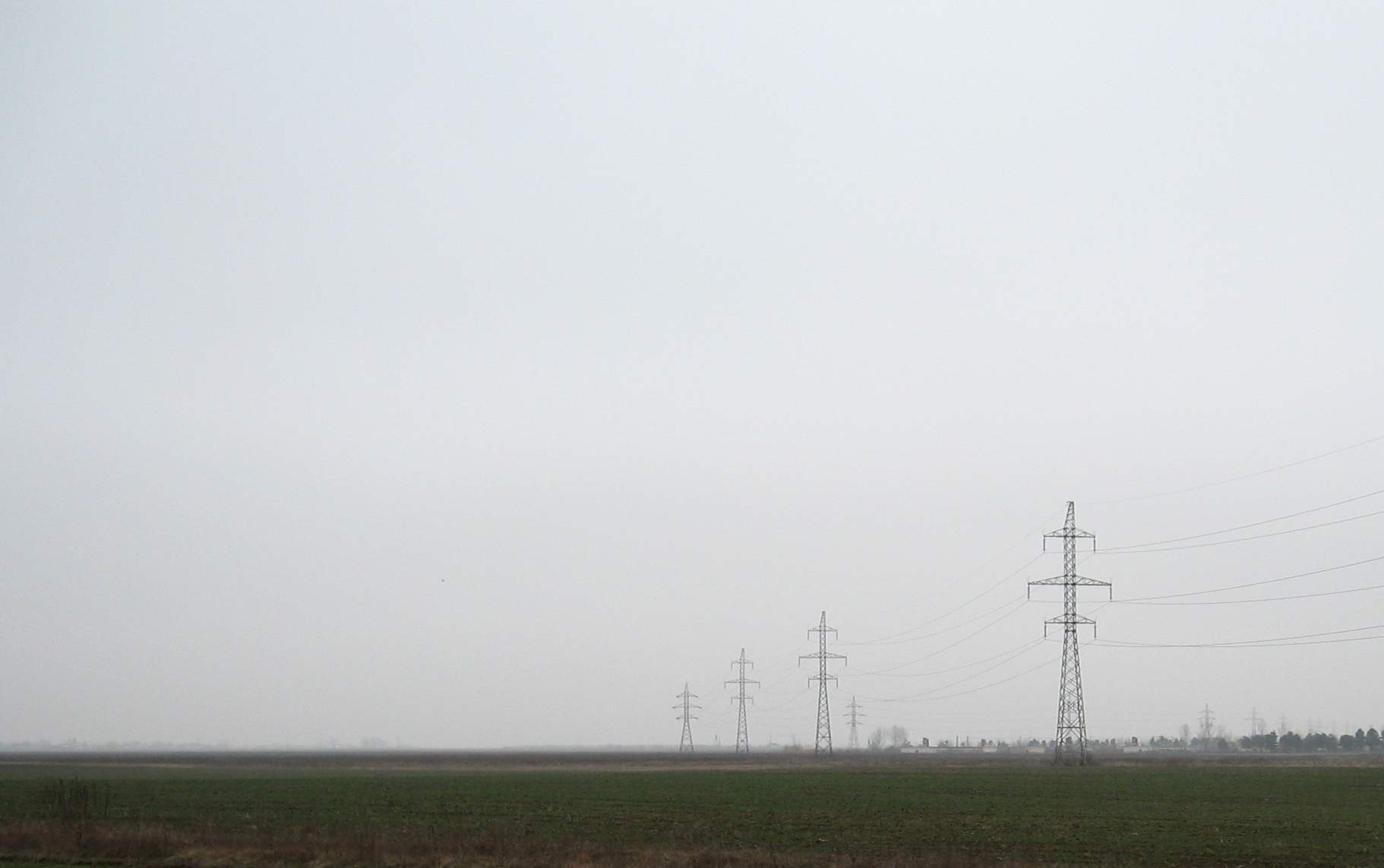
Bewirtschaftete Flächen des Titu-Feldes

Die Walachische Tiefebene bzw. Rumänische Tiefebene (rumänisch Câmpia Română oder Câmpia Dunării) bezeichnet den rumänischen Teil einer ausgedehnten Tiefebene in Südosteuropa, am unteren Lauf der Donau. Sie ist Teil des eurasischen Steppengürtels. Die Ebene setzt sich zu einem wesentlich geringeren Teil südlich der Donau fort, wo sie als „Donautiefebene“ bezeichnet wird.

## Lage und Unterteilung
Die Tiefebene liegt im südlichen Teil Rumäniens in der historischen Region Walachei, von der sie auch ihren Namen erhalten hat und erstreckt sich auf einer Fläche von 49.594 km² (1330 geogr. Meilen). Im Norden grenzt die Walachischen Tiefebene an das Walachische Hügelland und das Karpatenvorland, und im Süden und Osten an die Donau.
Die Ebene wird in mehrere Abschnitte unterteilt:
- A. Kleinwalachisches Tiefland bzw. Oltenische Tiefebene (Câmpia Olteniei), benannt nach der Kleinen Walachei, ist der westlichste Abschnitt und umfasst folgende Felder:
  - Câmpia Blahniței
  - Câmpia Băileștilor
  - Câmpia Romanați
- B. Der Abschnitt Olt-Argeș liegt zwischen den Flüssen Olt und Argeș
  - Câmpia Piteștilor
  - Câmpia Boianu
  - Câmpia Găvanu-Burdea
  - Câmpia Burnaz
- C. Das Bukarester Tiefland
  - Câmpia Târgoviștei
  - Câmpia Ploieștilor
  - Câmpia Mizil
  - Câmpia Titu-Gheorghiță
  - Câmpia Vlăsiei
  - Câmpia Câlnăului
- D. Das Bărăgan-Tiefland liegt südlich des Flusses Călmățui
  - Bărăgan des Flusses Călmățui
  - Bărăgan des Flusses Ialomița
  - Câmpia Mostiștei
  - Câmpia Hagieni
- E. Der östliche Abschnitt liegt nördlich des Flusses Călmățui
  - Câmpia Brăilei (wird oft fälschlicherweise zum Bărăgan-Abschnitt hinzugerechnet)
  - Câmpia Buzăului
  - Câmpia Râmnicului
  - Câmpia Siretului
  - Câmpia Tecuciului
  - Câmpia Covurlui
- Die Donauauen und Donausümpfe
  - Die Auen der Donau
  - Die sumpfigen Inseln:
    - Balta Brăilei oder Insula Mare a Brăilei
    - Balta Ialomiței

Auf dem Gebiet der Tiefebene leben etwa sieben Millionen Menschen in 56 Städten und 650 Gemeinden mit deren 2300 Dörfer.

## Geologie
Die Walachische Tiefebene liegt auf der Moesischen Platte und ist aus ein Teil des Moesischen Sedimentbeckens. Der Sockel ist hercynisch, hat aber eine mesozoisch-känozoische Sedimentüberdeckung. Eine weitere Sedimentüberdeckung erfolgte im Pleistozän. Die Schichten aus der Jura- und Kreidezeit sind reich an Erdöl (besonders in Rumänien); somit ist die Walachische Tiefebene eines der erdölreichsten Regionen Europas. Löss-Sedimente sind fast überall anzutreffen, mancherorts auch Sanddünen.

## Boden
Der Boden besteht meistens aus der nährstoffreichen Schwarzerde sowie aus Auböden entlang der Flüsse. Zusammen mit der Ukraine ist das Walachische Tiefland die „Kornkammer Europas“.

## Klima
Das Klima ist gemäßigt kontinental. Der Westen hat mediterrane Einflüsse, während der Osten stärker kontinental geprägt ist. Vor allem im Osten sind die Sommer heiß und die Winter frostig. Berüchtigt ist im Winter der Crivăț, ein kalter kontinentaler Wind aus dem Nordosten (der Ursprung liegt in dem südlichen Ural-Gebirge) und Dauerfrost und Schneestürme mit sich bringt.
Die mittleren Jahrestemperaturen liegen bei 8–11 °C, die Sommertemperaturen bei 18–23 °C, während die Wintertemperaturen bei −3 bis −5 °C im Osten und −1 bis −3 °C im Westen liegen. Das Walachische Tiefland ist relativ trocken. In den meisten Regionen herrscht Wassermangel. Die mittleren Niederschlagsmengen betragen im Osten weniger als 500 mm, im Westen bei 500–700 mm.

## Hydrographie
Die Donau ist das wichtigste fließende Gewässer und der zweitgrößte Strom Europas. Außerdem durchziehen zahlreiche Flüsse von Norden nach Süden (in Rumänien) oder von Süden nach Norden (in Serbien und Bulgarien) die Ebene. Sie spielen eine wichtige Rolle bei der Deckung des Wasserbedarfs. Nördlich der Donau sind folgende Gewässer zu erwähnen: der Jiu, Olt, Călmățui (zwei Flüsse tragen diesen Namen!), Vedea, Neajlov, Argeș, Dâmbovița, Mostiștea, Ialomița, Buzău, Siret und Prut. Von Süden fließen der Timok, Lom und Rusenski Lom, Iskar und Jantra in die Donau. In den Flussauen (vor allem der Donau) liegen zahlreiche Seen. Während der kommunistischen Ära wurden einige von ihnen trockengelegt (entweder komplett, z. B. Greaca, Bistreț, Suhaia oder teilweise, z. B. der Brateș-See).
In den besonders trockenen Interfluvien der Bărăgan-Steppe sind häufig kleine Steppenseen anzutreffen. Deren Wasser ist meistens salzig und wird zu kurativen Zwecken benutzt. Dadurch entstanden hier im Laufe der letzten zwei Jahrhunderten mehrere Kurorte; die bekanntesten sind Balta Albă, Amara und Sărata-Monteoru.